# Nick Clooney
Nicholas Joseph Clooney, detto Nick (Maysville, 13 gennaio 1934), è un giornalista, conduttore televisivo e conduttore radiofonico statunitense.
Nick è il fratello delle cantanti Rosemary Clooney e Betty Clooney, nonché il padre del noto attore George Clooney.

## Biografia
Nato a Maysville, nel Kentucky, è figlio di Marie Frances Guilfoyle (1909-1973) e di Andrew Joseph Clooney (1902-1974). Suo padre era di origine irlandese e tedesca mentre sua madre era di origine irlandese e inglese. Mentre prestava servizio come caporale nell'esercito degli Stati Uniti, lavorava anche nel servizio televisivo American Forces Network in Germania. Si trasferisce poi in California in cerca di lavoro. Dopodiché si trasferì nuovamente in Ohio, dove incontrò Nina Warren mentre quest'ultima era giudice di un concorso di bellezza. I due si sposarono nel mese di agosto nel 1959.
Nel 2014 interpretò il ruolo anziano di suo figlio George, nel film Monuments Men.

## Filmografia
- Handle with Care, regia di David Friedkin (1958)
- L'alto prezzo dell'amore (The High Cost of Loving), regia di José Ferrer (1958)
- Monuments Men, regia di George Clooney (2014)